# Guru Granth Sahib
Sri Guru Granth Sahib ji (Tiếng Punjab: ਗੁਰੂ ਗ੍ਰੰਥ ) là kinh sách tôn giáo trung tâm của đạo Sikh, được người Sikh coi là Đạo sư cuối cùng, có chủ quyền và vĩnh cửu theo dòng dõi của mười vị Guru của tôn giáo này. Adi Granth, phiên bản đầu tiên của nó, được Đạo sư Sikh thứ năm Arjan Dev (1563-1606) biên soạn. Đạo sư Gobind Singh, Đạo sư Sikh thứ mười, đã không thêm vào bất kỳ bài thánh ca nào của ông; tuy nhiên, ông đã thêm tất cả 115 bài thánh ca của Đạo sư Tegh Bahadur, Đạo sư Sikh thứ chín, vào Adi Granth và khẳng định văn bản này là người kế vị. Lần tái hiện thứ hai này được gọi là Đạo sư Granth Sahib và đôi khi còn được gọi là Adi Granth.
Văn bản bao gồm 1430 angs (trang) và 5,894 śabads (dòng), được thể hiện bằng thơ và được đặt thành một hình thức âm nhạc cổ điển Bắc Ấn Độ với nhịp điệu. Phần lớn của kinh sách được chia thành sáu mươi   rāgas, với mỗi Granth rāga được chia theo chiều dài và tác giả. Các bài thánh ca trong kinh sách được sắp xếp chủ yếu bởi các rāgas mà chúng được đọc.  Đạo sư Granth Sahib được viết bằng chữ Gurmukhī, bằng nhiều ngôn ngữ khác nhau, bao gồm Lahnda (tiếng Tây Ban Nha), Braj Bhasha, Khariboli, tiếng Phạn, Sindhi và tiếng Ba Tư. Các bản sao trong các ngôn ngữ này thường có tiêu đề chung là Sant Bhasha.
Guru Granth Sahib được sáng tác chủ yếu bởi sáu Sikh Guru: Đạo sư Nanak, Đạo sư Angad, Đạo sư Amar Das, Đạo sư Ram Das, Đạo sư Arjan và Đạo sư Teg Bahadur. Nó cũng chứa những lời dạy đầy thi vị của mười ba nhà thơ phong trào Hindu Bhakti (các vị thánh) và hai nhà thơ Sufi Hồi giáo.
Tầm nhìn trong Guru Granth Sahib là về một xã hội dựa trên công lý thiêng liêng mà không bị áp bức dưới bất kỳ hình thức nào. Mặc dù Granth thừa nhận và tôn trọng kinh sách của Ấn Độ giáo và Hồi giáo, nhưng nó không ngụ ý một sự hòa giải đạo đức với một trong hai tôn giáo này. Kinh sách này được thiết lập trong một gurdwara Sikh (ngôi đền). Một người Sikh thường cúi đầu hoặc phủ phục trước khi vào một ngôi đền như vậy. Granth được tôn kính như gurbānī vĩnh cửu và uy quyền tinh thần trong đạo Sikh.